# Haltitunturi
A Halti hegy Finnország legmagasabb pontja, a maga 1324 m tengerszint fölötti magasságával. A Halti (szintén ismert neve Haltitunturi, Haltia vagy Haltiatunturi– és estek – és a Háldi) Enontekiö önkormányzatában helyezkedik el Lappföldön a finn-norvég határon. A Halti csúcsa ténylegesen Norvégiában van 1365 m-nél és ott Ráisduattarháldiként ismerik. A legmagasabb hegy csúcsa Finnországban, a Ridnitšohkka 1316 m-nél helyezkedik el.